# Radio-Sinfonieorchester Stuttgart des SWR

Logo

Das Radio-Sinfonieorchester Stuttgart des SWR (RSO) war eines von zwei Rundfunkorchestern des Südwestrundfunks (SWR). 2016 wurde es mit dem SWR Sinfonieorchester Baden-Baden und Freiburg zum SWR Symphonieorchester fusioniert.

## Geschichte

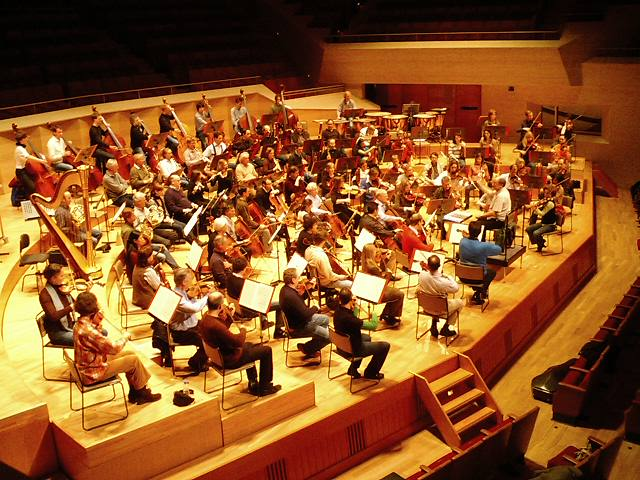
Das Orchester mit Dirigent Roger Norrington im Jahr 2008

Die Ursprünge des Radio-Sinfonieorchester Stuttgart des SWR reichen in das Jahr 1924 zurück, indem der Stehgeiger Gregor von Akimoff zusammen mit 22 Musikern ein Orchester, die heutigen Stuttgarter Philharmoniker, gründete. Dieses Philharmonische Orchester avancierte zum „Hausorchester“ der Süddeutschen Rundfunk AG. 1933 erfolgte die Aufspaltung des Orchesters in ein Rundfunkorchester und ein Landesorchester.
Im Dezember 1945 trafen sich 19 ehemalige Rundfunkmusiker zu Musizierzwecken in einem Kino in der Heusteigstraße in Stuttgart. Im Frühjahr 1946 bildete sich dann in der amerikanischen Besatzungszone das 57 Stellen umfassende und damit noch als D-Orchester eingestufte Große Orchester von Radio Stuttgart. Der Stuttgarter Komponist Rolf Unkel leitete zunächst das Orchester, 1947 löste ihn Gustav Koslik ab.
Am 1. September 1948 wurde Hans Müller-Kray, ab 1950 zugleich Leiter der Hauptabteilung Musik, Chefdirigent des großen Radioorchesters. Nachdem der Süddeutsche Rundfunk im Sommer 1949 Anstalt des öffentlichen Rechts wurde, firmierte der Klangkörper als Sinfonieorchester des Süddeutschen Rundfunks. 1951 erhielt er den Titel eines Generalmusikdirektors. Er pflegte das klassisch-romantische Repertoire u. a. setzte er die Tradition der Opernproduktionen der Weimarer Republik fort. Außerdem förderte er die musikalische Avantgarde, zunächst aus dem Umfeld des Orchesters wie Hermann Reutter, Johann Nepomuk David, Erhard Karkoschka und Wolfgang Fortner. In und nach seiner Amtszeit waren prominente Orchesterleiter Gast in Stuttgart u. a. Wilhelm Furtwängler und Ferenc Fricsay. Auch Bruno Maderna, Ernest Bour, Hans Zender, Lucas Vis, Lothar Zagrosek und Peter Eötvös standen dem Orchester vor. Auch zeitgenössische Komponisten wie Pierre Boulez dirigierten ihre eigenen Stücke. Verbunden fühlte sich das Rundfunkorchester Helmut Lachenmann, dessen Musik zahlreich aufgeführt wurde. Zwischen 1950 und 1966 verhalf Carl Schuricht dem Orchester zu mehr als 120 Aufnahmen und wurde zu einer Art ersten Gastdirigenten; ab 1964 war der auf Neue Musik spezialisierte Michael Gielen ständiger Gastdirigent des Orchesters. Im Juli 1959 wurde das Rundfunkorchester in Südfunk Sinfonieorchester umbenannt. 1960 erhielt es 85 Planstellen. Nach dem Bau der Berliner Mauer 1962 übernahm man zusätzlich zwölf Musiker, die in Westberlin lebend, aus der Staatskapelle Berlin dazustießen.
Nach dem unerwarteten Tod von Müller-Kray im Jahr 1969 begann eine Zeit von Gastdirigenten. Sergiu Celibidache, der dem Klangkörper erstmals in der Saison 1958/59 vorstand, hatte von 1972 bis 1979 ein ständiges Gastdirigat inne und fungierte als „künstlerischer Leiter“ des Orchesters. Darüber hinaus sollte er von 1979 bis 1982 dem Orchester verbunden bleiben. In seiner Stuttgarter Zeit machte er das Orchester über die Grenzen hinaus bekannt und führte es u. a. nach Jugoslawien, Spanien, Frankreich und Österreich. Beobachtern zufolge rangierte es seinerzeit hinter den Berliner Philharmonikern, die Celibidache in der Nachkriegszeit geleitet hatte. Im Januar 1975 erfolgte die Umbenennung des Rundfunkorchesters in Radio-Sinfonieorchester Stuttgart.
Im Jahr 1983 wurde (Sir) Neville Marriner Chefdirigent. Er öffnete das Orchester für kommerzielle Schallplattenproduktionen und trat als Rossini-Interpret hervor. Als sein Nachfolger wirkte von 1989 bis 1995 Gianluigi Gelmetti, der ab 1987 dem Orchester bereits ab 1987 als erster ständiger Gastdirigent bekannt war. Gelmetti ließ u. a. Beethoven, Brahms, Mahler und Mozart sowie zeitgenössische Musik spielen. Von 1996 bis 1998 war Georges Prêtre künstlerischer Leiter.
Mit der Fusion des Süddeutschen Rundfunks (SDR) mit dem Südwestfunk (SWF) wurde es 1998 dem Südwestrundfunk (SWR) zugeschlagen und hieß fortan Radio-Sinfonieorchester Stuttgart des SWR. Der englische Chefdirigent Sir Roger Norrington (1998–2011), selbst aus der historischen Aufführungspraxis kommend, brachte dem Orchester die Alte Musik näher. Er führte mehrere Werkzyklen der Wiener Klassik und Romantik auf: Beethoven, Berlioz, Brahms, Bruckner, Haydn, Mendelssohn Bartholdy, Mahler, Mozart und Schumann. Außerdem ließ Norrington englische (Elgar, Williams) und skandinavische Sinfonik spielen. Es entstanden mehrere mit Preisen ausgezeichnete CD- und DVD-Aufnahmen. Beobachter sprachen von einem „Stuttgart Sound“. Tourneen führten das Orchester u. a. nach Japan, China, Frankreich und Österreich. Anlässlich des 80. Geburtstages des deutschen Papstes Benedikt XVI. gastierte Gustavo Dudamel mit dem Orchester 2007 im Vatikan.
Der Franzose Stéphane Denève amtierte von 2011 bis 2016 als letzter Chefdirigent, wobei er seinen Schwerpunkt in der französischen Musik (Ravel u. a.) sah. Außerdem ließ er romantische und zeitgenössische Werke spielen. Er besuchte mit dem Orchester u. a. Japan und das Vereinigte Königreich.
Das Radio-Sinfonieorchester Stuttgart des SWR hatte eine besondere Reputation für die Aufführung zeitgenössischer Musik und zeichnete in seiner Geschichte für zahlreiche Uraufführungen, darunter 60 Opern, verantwortlich. So wirkte es in Kooperation mit deutschen Opernhäusern (u. a. in Stuttgart, Köln, Berlin und Düsseldorf) ab den 1950er Jahren regelmäßig bei den Opern- und Ballettproduktionen der Schwetzinger Festspiele in Nordbaden mit. Es beteiligte sich an der Konzertreihe „Musik unserer Zeit“ (später von Hans-Peter Jahn umgestaltet zu attacca) und bei den Stuttgarter Tagen für Neue Musik (später Eclat).

## Fusion
Nach der Zusammenlegung des Rundfunk-Sinfonieorchesters Saarbrücken (SR) mit dem Rundfunkorchester Kaiserslautern (SWR) zur Deutschen Radio Philharmonie Saarbrücken Kaiserslautern (SR) im Jahr 2007 folgte nun eine weitere Orchesterfusion beim SWR, der ab den 1990er Jahren finanziell für drei Rundfunkorchester die Verantwortung trug. Am 28. September 2012 beschloss der SWR-Rundfunkrat unter Harald Augter die Fusion des Radio-Sinfonieorchesters Stuttgart des SWR mit dem SWR Sinfonieorchester Baden-Baden und Freiburg. Sitz des neuen SWR Symphonieorchesters, das seinen Spielbetrieb mit der Spielzeit 2016/17 aufnahm, wurde Stuttgart. Laut dem Sender sollte der Stellenabbau „durch altersbedingte Abgänge“, d. h. ohne betriebsbedingte Kündigungen erfolgen.
Mehr als 31000 Bürger sowie 160 Dirigenten (FAZ) und 148 Komponisten (ZEIT), aber auch Musikorganisationen wie die Deutsche Orchestervereinigung, der Deutsche Musikrat, der Verband der Deutschen Konzertdirektionen, das Netzwerk Neue Musik und die Gesellschaft für Neue Musik bezogen gegen die Entscheidung Stellung. So beklagten in einem an den SWR-Intendanten Peter Boudgoust gerichteten offenen Brief renommierte Dirigenten wie Herbert Blomstedt, Pierre Boulez, Christoph von Dohnányi, Nikolaus Harnoncourt, Marek Janowski, Kent Nagano und David Zinman den Beschluss als „künstlerisch unsinnig“ und „ökonomisch mindestens fragwürdig“. Es sei „ein kulturpolitischer Offenbarungseid“. Während die Komponisten Wolfgang Rihm und Jörg Widmann ebenso ihr Unverständnis äußerten, sprach Helmut Lachenmann, der dem Orchester engstens verbunden war, gar von einer „verbrecherisch blinden und gleichgültigen Ignoranz“.
Der Orchestervorstand des Radio-Sinfonieorchesters Stuttgart des SWR kritisierte die Neue Musikzeitung für „ihre journalistisch mangelhaft recherchierten und tendenziösen Berichterstattungen nach dem Motto: ‚In Freiburg findet mehr Kultur statt als in Stuttgart‘“. Die Herausgeber (Andreas Kolb und Gerhard Rohde) und Chefredakteure (Juan Martin Koch und Theo Geißler) der Zeitung wandten sich zuvor in einem Offenen Brief an den baden-württembergischen Ministerpräsidenten Winfried Kretschmann (Bündnis 90/Die Grünen). Darin monierten sie, dass das „Schweigen“ der Landespolitik die Musikwelt irritierte.

## Spielstätten
Anfang der 1950er Jahre bezog der Süddeutsche Rundfunk die Villa Berg in Stuttgart-Ost, von wo aus gesendet wurde. 1957 wurde das Funkstudio Berg als Residenz für das Rundfunkorchester eingeweiht. Außerdem spielte es in der Stuttgarter Liederhalle. Zuletzt hatte es seinen Sitz im Stuttgarter Funkhaus.

## Chefdirigenten
- Hans Müller-Kray (1948–1969)

Von 1969 bis 1983 arbeitete das Orchester mit Gastdirigenten zusammen.
- Sir Neville Marriner (1983–1989)
- Gianluigi Gelmetti (1989–1995)
- Georges Prêtre (1996–1998), seither „Ehrendirigent“
- Sir Roger Norrington (1998–2011), seither „Ehrendirigent“
- Stéphane Denève (2011–2016)

## Uraufführungen (Auswahl)
- Richard Rudolf Klein: Partita II (1946)
- Hans Werner Henze: 2. Symphonie (1949)
- Karl Amadeus Hartmann: 5. Symphonie (1951)
- Richard Rudolf Klein: Partita I (1956)
- Werner Egk: Der Revisor (1957)
- Hans Werner Henze: Undine, 1. Suite (1959)
- Wolfgang Fortner: In seinem Garten liebt Don Perlimplin Belisa (1962)
- Helmut Lachenmann: Consolations I–IV (1967, 1968, 1973)
- Bernd Alois Zimmermann: Dialoge, 2. Fassung (1968)
- Helmut Lachenmann: Kontrakadenz (1971)
- Aribert Reimann: Melusine (1971)
- Pierre Boulez: Cummings ist der Dichter (1971)
- Roman Haubenstock-Ramati: Tableau II (1971)
- Hermann Reutter: Figurationen zu Hofmannsthals Jedermann (1972)
- Wolfgang Rihm: Dis-Kontur (1974)
- Helmut Lachenmann: Les Consolations (1978)
- Giuseppe Sinopoli: Kammerkonzert (1979)
- Reinhard Febel: Variationen (1980)
- Wilhelm Killmayer: Zittern und Wagen (1980)
- Wolfgang Rihm: Walzer 1 (1981)
- Wolfgang Rihm: Trakt Op. 11 (1982)
- Rolf Liebermann: Liaison (1984)
- Krzysztof Penderecki: Polnisches Requiem (1984)
- Hans-Jürgen von Bose: Die Leiden des jungen Werthers (1986)
- Friedrich Cerha: Nachtgesang (1986)
- Wolfgang Rihm: Magma (1987)
- Hans Georg Pflüger: Doppelkonzert für Violine und Cello (1990)
- John Cage: One8 (1991)
- Edisson Denissow: Gitarrenkonzert (1991)
- Krzysztof Meyer: Konzert für Saxophon und Streichorchester (1994)
- Wolfgang Rihm: Vers une symphonie fleuve III (1995)
- Hans Werner Henze: Le fils de l'air ou L'enfant changé en jeune homme (1997)
- Hans Werner Henze: Jack Pudding, Neufassung (1997)
- Hans Werner Henze: Labyrinth, Neufassung (1997)
- Jean-Luc Darbellay: Ondes fugitives (1999)
- Wolfgang Rihm: Canzona per sonare (2002)
- Salvatore Sciarrino: Macbeth (2002)
- Adriana Hölszky: Der gute Gott von Manhattan (2004)
- Wolfgang Rihm: Proserpina (2009)
- Christian Jost: Konzert für Orchester (2007)
- Moritz Eggert: Industrial (2009)
- Detlev Glanert: Megaris (2015)

## Auszeichnungen
Schallplattenpreise
- 1999: Echo Klassik (Editorische Leistung des Jahres) für Celibidache Edition
- 2006: Echo Klassik (Chorwerk-Einspielung des Jahres) für Ch. Koechlin: Vokalwerke mit Orchester[6]
- 2008: Echo Klassik (Welt-Ersteinspielung des Jahres) für Johannes-Passion und Johannes-Ostern[6]
- 2009: Grand Prix du Disque (Musique Symphonique) für Charles Koechlin: Les Bandar-log/Offrande musicale sur le nom de Bach[7]
- 2012: Echo Klassik (Sinfonische Einspielung des Jahres) für Elgar: Enigma Variations[6]
- 2014: Echo Klassik (Klassik für Kinder) für Igor Strawinsky: Der Feuervogel[6]
- 2017: Echo Klassik (Konzerteinspielung des Jahres – Musik des 19. Jh.) für Weber: Complete Works For Clarinet[8]
- 2018: Opus Klassik (Konzerteinspielung des Jahres) für Carl Reinecke: Flute Concertos & Flute Sonatas[9]

Nominierungen
- 2017: Nominierung für den Grammy (Best Classical Instrumental Solo) für 1930’s Violin Concertos, Vol. 2[10]

Bestenlisten
- 2008: Bestenliste 1-2008 des Preises der deutschen Schallplattenkritik (Konzerte und Orchestermusik) für Mozart: Essential Symphonies Vol. 1[11]
- 2010: Bestenliste 1-2010 des Preises der deutschen Schallplattenkritik (Orchestermusik und Konzerte) für Joseph Haydn: 12 London Symphonies[12]
- 2011: Bestenliste 3-2011 des Preises der deutschen Schallplattenkritik (Historische Aufnahmen Klassik) für Ida Haendel plays Khachaturian & Bartók Violin Concertos[13]
- 2012: Bestenliste 3-2012 des Preises der deutschen Schallplattenkritik (Orchestermusik und Konzerte) für Dmitri Schostakowitsch: Symphonies Nos. 9 & 15[14]
- 2013: Bestenliste 5-2013 (Le coin du collectionneur) der Diapason d’or für Poulencs Stabat Mater und Les Biches[15]
- 2015: Bestenliste 3-2014 (Découvertes) der Diapason d’or für Carlos Kleiber in rehearsal and performance[16]
- 2016: Bestenliste 1-2016 (Le coin du collectionneur) der Diapason d’or für Honeggers 2. und 3. Sinfonie u. a.[17]
- 2017: Bestenliste 2-2017 des Preises der deutschen Schallplattenkritik (Orchestermusik) für Weber: Complete Works For Clarinet[18]